# Sede de la Real Academia Nacional de Farmacia
La Sede de la Real Academia Nacional de Farmacia es un edificio con el estatus de Bien de Interés Cultural desde 1997, situado en la calle de la Farmacia, números 9 y 11, en Madrid. 

## Descripción
El edificio de la Real Academia Nacional de Farmacia, situado en la entonces denominada calle de San Juan y desde 1835 calle de la Farmacia, fue diseñado por el arquitecto Pedro de Zengotita Vengoa en 1830. Inicialmente fue la Facultad de Farmacia de San Fernando. Albergó la Facultad de Farmacia de la Universidad de Madrid hasta el traslado en 1944 de esta al campus de la Ciudad Universitaria. En el pasado existió un gran jardín en la parte trasera, hoy día desaparecido.
De estilo neoclásico, ajusta su fachada a la curvatura de la calle; posteriormente se le añadió el frontón triangular sobre la cornisa central y la segunda puerta de acceso. Desde 1994 el edificio aloja el Museo de la Real Academia Nacional de Farmacia, cuya existencia data del siglo XIX. Asimismo en este inmueble se encuentra la Biblioteca de la institución académica. Adyacente al inmueble se encuentra la sede del Colegio Oficial de Arquitectos de Madrid (COAM) en las antiguas Escuelas Pías de San Antón.

## Estatus patrimonial
El 4 de julio de 1997 fue declarado Bien de Interés Cultural, en la categoría de monumento, mediante un decreto publicado el 13 de agosto de ese mismo año en el Boletín Oficial del Estado, con la rúbrica del entonces rey de España, Juan Carlos I de Borbón, y de la ministra de Educación y Cultura, Esperanza Aguirre.